# Обель (река, впадает в Красное море)
Обель (англ. Obel, Me'āde Shet') — небольшой сезонный водоток в Эритрее, впадает в бухту Даклият Красного моря к северу от города Массауа. Берёт начало на плато к юго-западу от Массауа. Имеет несколько притоков, в том числе водотоки Мпаси и Хамассат.
Недалеко от поселения Отумло Обель пересекает 14-арочный каменный мост с эритрейской железной дорогой. Это место показано на эритрейской банкноте номиналом 10 накф, где на оборотной стороне купюры изображён мост с поездом на реке.

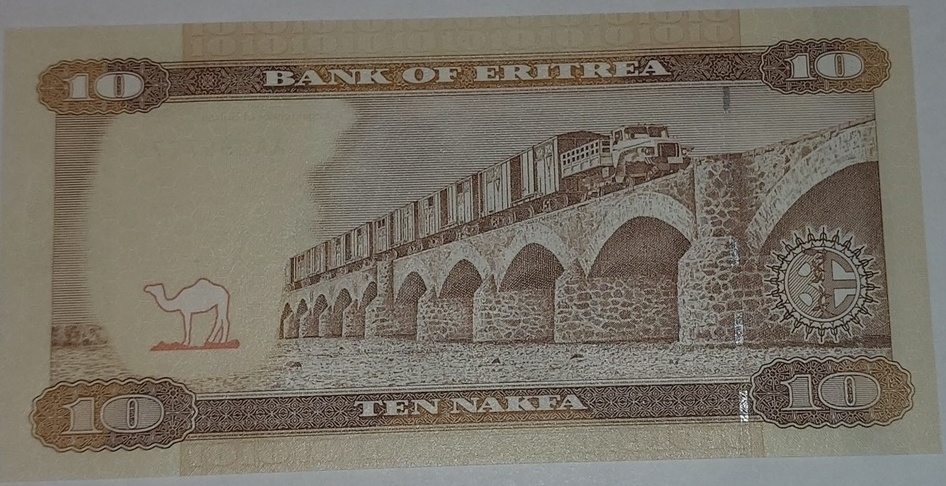
Оборотная сторона банкноты в 10 эритрейских накф (2012 год выпуска). Переделанный грузовик «Урал» тянет товарный поезд по мосту над рекой.

По Обелю получила название одна из значительных отколовшихся груп Фронта освобождения Эритреи, которая действовала в 1970—1975 годах и проводила здесь свою первую встречу.